# Jon and Vangelis
Jon and Vangelis — музыкальный дуэт, состоящий из вокалиста Джона Андерсона (лидера и вокалиста  прогрессив-рок-группы Yes) и греческого музыканта Вангелиса. Дуэт записал четыре долгоиграющих альбома в период между 1979 и 1991 годами, после чего прекратил своё существование.

## История
В 1974 году группе Yes срочно потребовался новый клавишник вместо покинувшего её Рика Уэйкмана, и Вангелис рассматривался как подходящая кандидатура. И хотя различие музыкальных концепций сделало его участие в группе невозможным, это общение положило начало дальнейшему сотрудничеству Андерсона и Вангелиса.
Андерсон принял участие в записи нескольких альбомов Вангелиса периода 1975 — 1980 годов. В 1980 году вышел их первый совместный альбом Short Stories, содержавший хит "I Hear You Now". В том же году Андерсон покинул Yes и записал свой второй сольный альбом Song of Seven, а Вангелис выпустил сольный альбом See You Later, на котором Андерсон спел две песни. В следующем году дуэт Андерсон—Вангелис выпустил второй альбом The Friends of Mr Cairo, содержавший несколько хитов, в том числе, "I'll Find My Way Home" (#6 UK Singles Chart).
В 1983 году Андерсон вернулся в группу Yes, но несмотря на это Андерсон и Вангелис выпустили свой третий альбом Private Collection. В 1986 году ими была начата запись материала для четвёртого альбома, но эта работа так и не была закончена. Двенадцать записанных в тот период композиций вышли только в 1991 году под названием Page of Life, другие были использованы иначе. Например, композиция "Let's Pretend" была включена Андерсоном в альбом Anderson Bruford Wakeman Howe.
В 2011 году Андерсон послал Вангелису предложение о возобновлении сотрудничества, но не получил от него ответа.

## Дискография

### Студийные альбомы
| Название                                                                        | Данные | Позиции в чартах | Позиции в чартах | Позиции в чартах | Позиции в чартах | Позиции в чартах | Позиции в чартах | Позиции в чартах | Позиции в чартах | Позиции в чартах | Позиции в чартах | Сертификация               |
| Название                                                                        | Данные | UK               | AUS              | AUT              | CAN              | GER              | NL               | NZ               | SPA              | SWE              | US               | Сертификация               |
| ------------------------------------------------------------------------------- | --- | ---------------- | ---------------- | ---------------- | ---------------- | ---------------- | ---------------- | ---------------- | ---------------- | ---------------- | ---------------- | -------------------------- |
| Short Stories                                                                   | - Released: January 1980 - Label: Polydor - Formats: LP, MC                                                  | 4                | 65               | 18               | —                | 30               | 1                | —                | —                | —                | 125              | - NL: Gold - UK: Gold      |
| The Friends of Mr Cairo                                                         | - Released: July 1981 - Label: Polydor - Formats: LP, MC                                                     | 6                | 9                | 8                | 2                | 13               | 3                | —                | —                | 35               | 64               | - CAN: Platinum - UK: Gold |
| Private Collection                                                              | - Released: July 1983 - Label: Polydor - Formats: LP, MC                                                     | 22               | 31               | 18               | 78               | 27               | 15               | 45               | 10               | 24               | 148              |                            |
| Page of Life                                                                    | - Released: 26 August 1991 - Label: Arista - Formats: CD, LP, MC - Re-released in 1998 with different tracks | —                | —                | —                | —                | —                | 37               | —                | —                | —                | —                |                            |
| "—" denotes releases that did not chart or were not released in that territory. | |                  |                  |                  |                  |                  |                  |                  |                  |                  |                  |                            |

### Сборники
| Название                                                                        | Данные                                                                  | Позиции в чартах | Позиции в чартах | Позиции в чартах |
| Название                                                                        | Данные                                                                  | UK               | GER              | NL               |
| ------------------------------------------------------------------------------- | ----------------------------------------------------------------------- | ---------------- | ---------------- | ---------------- |
| The Best of Jon and Vangelis                                                    | - Released: August 1984 - Label: Polydor - Formats: CD, LP, MC          | 42               | 52               | 42               |
| Chronicles                                                                      | - Released: 16 September 1994 - Label: Spectrum Music - Formats: CD, MC | —                | —                | —                |
| "—" denotes releases that did not chart or were not released in that territory. |                                                                         |                  |                  |                  |

### Синглы
| Название                                                                        | Год  | Позиции в чартах | Позиции в чартах | Позиции в чартах | Позиции в чартах | Позиции в чартах | Позиции в чартах | Позиции в чартах | Позиции в чартах | Позиции в чартах | Позиции в чартах | Сертификация | Альбом                       |
| Название                                                                        | Год  | UK               | AUS              | BE (FL)          | CAN              | GER              | IRE              | NL               | SWI              | SPA              | US               | Сертификация | Альбом                       |
| ------------------------------------------------------------------------------- | ---- | ---------------- | ---------------- | ---------------- | ---------------- | ---------------- | ---------------- | ---------------- | ---------------- | ---------------- | ---------------- | ------------ | ---------------------------- |
| "I Hear You Now"                                                                | 1979 | 8                | —                | 3                | —                | 69               | 12               | 9                | —                | —                | 58               |              | Short Stories                |
| "One More Time" (US-only release)                                               | 1980 | —                | —                | —                | —                | —                | —                | —                | —                | —                | —                |              | Short Stories                |
| "The Friends of Mr Cairo"                                                       | 1981 | —                | 99               | —                | 1                | —                | —                | —                | —                | —                | —                | - CAN: Gold  | The Friends of Mr. Cairo     |
| "State of Independence"                                                         | 1981 | —                | —                | —                | —                | —                | —                | —                | —                | —                | —                |              | The Friends of Mr. Cairo     |
| "(I Want to Go) Back to School" (Canada-only release)                           | 1981 | —                | —                | —                | —                | —                | —                | —                | —                | —                | —                |              | The Friends of Mr. Cairo     |
| "Outside of This (Inside of That)" (Netherlands-only release)                   | 1981 | —                | —                | —                | —                | —                | —                | —                | —                | —                | —                |              | The Friends of Mr. Cairo     |
| "I'll Find My Way Home"                                                         | 1981 | 6                | 22               | 3                | —                | 6                | 2                | 2                | 1                | —                | 51               | - UK: Silver | Non-album single             |
| "And When the Night Comes"                                                      | 1983 | 87               | —                | —                | —                | —                | —                | —                | —                | —                | —                |              | Private Collection           |
| "He Is Sailing"                                                                 | 1983 | 61               | —                | —                | —                | —                | —                | —                | —                | —                | —                |              | Private Collection           |
| "Deborah" (Spain and Brazil-only release)                                       | 1983 | —                | —                | —                | —                | —                | —                | —                | —                | 22               | —                |              | Private Collection           |
| "Polonaise" (France-only release)                                               | 1983 | —                | —                | —                | —                | —                | —                | —                | —                | —                | —                |              | Private Collection           |
| "State of Independence" (re-release)                                            | 1984 | 67               | —                | —                | —                | —                | —                | —                | —                | —                | —                |              | The Best of Jon and Vangelis |
| "Wisdom Chain"                                                                  | 1991 | —                | —                | —                | —                | —                | —                | —                | —                | —                | —                |              | Page of Life                 |
| "—" denotes releases that did not chart or were not released in that territory. |      |                  |                  |                  |                  |                  |                  |                  |                  |                  |                  |              |                              |